# Die trauernden Juden im Exil
Die trauernden Juden im Exil, auch Gefangene Juden in Babylon, ist der Titel eines religiösen Historienbildes von Eduard Bendemann. Das Gruppenbild zeigt Juden im babylonischen Exil, vor dem Hintergrund einer fiktiven Stadtansicht von Babylon. Das 1832 in Düsseldorf entstandene Gemälde ästhetitisiert das Gefühl der Trauer vor dem zeitgenössischen Thema der jüdischen Emanzipation und gehört zu den Schlüsselwerken der frühen Düsseldorfer Malerschule sowie der deutschen Malerei im 19. Jahrhundert. Durch das Gemälde und dessen Reproduktionen erlebte das Bildthema trauernder Juden in babylonischer Gefangenschaft im 19. Jahrhundert einen Aufschwung, der bis ins 20. Jahrhundert nachwirkte. Um die Jahrhundertwende sah ein antisemitisch eingestellter Kritiker des Bildes in ihm einen verweichlichenden, jüdischen Einfluss auf die Düsseldorfer Malerei, Zionisten konstruierten am Beispiel des Bildes ebenfalls ein Konzept jüdischer Kunst und Identität.

## Beschreibung und Bedeutung

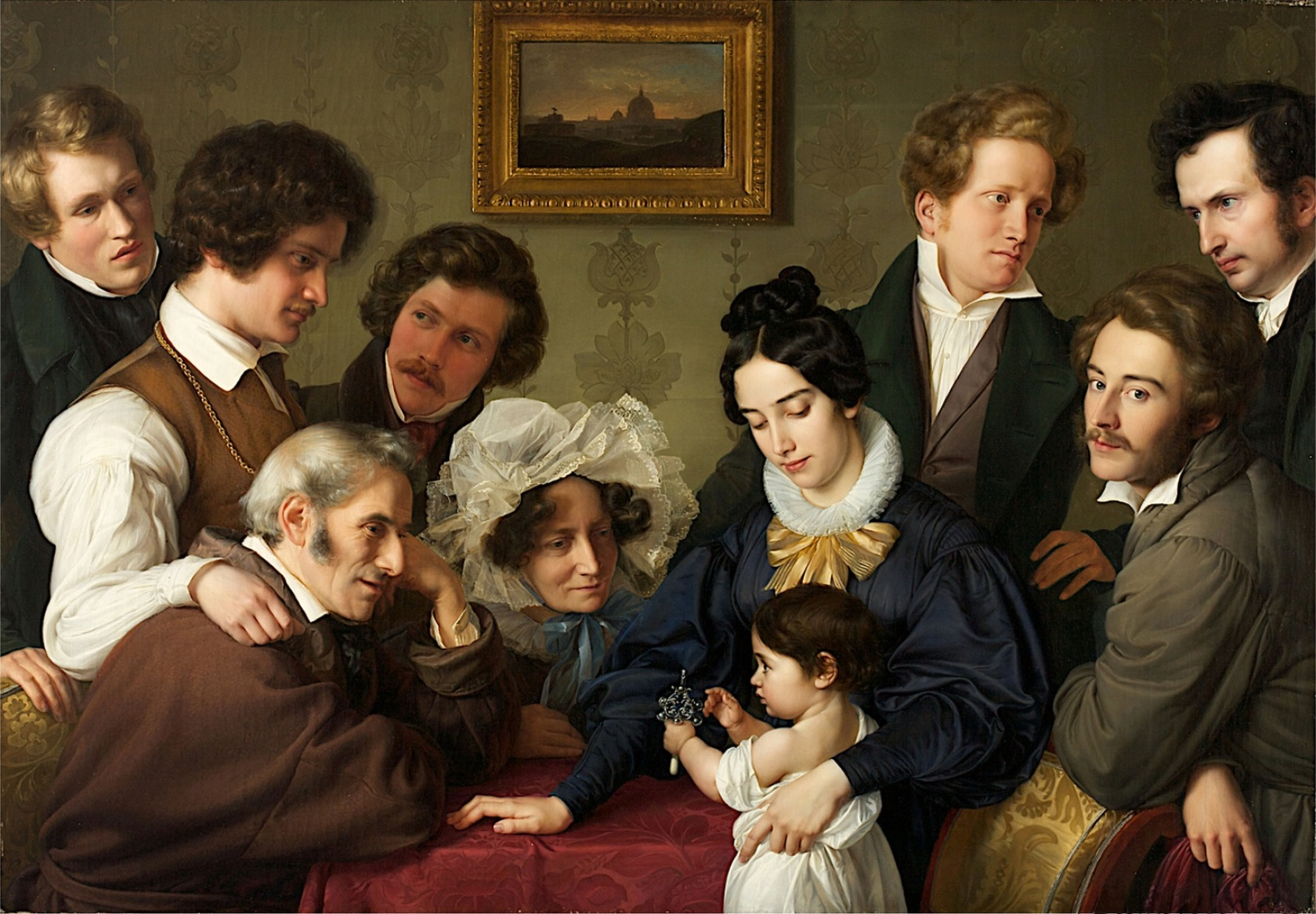
Der Schadow-Kreis (Die Familie Bendemann und ihre Freunde), Rom und Düsseldorf, 1831/1832 – Eduard Bendemann, stehend, Zweiter von links, die Anderen von links nach rechts: Karl Ferdinand Sohn, Anton Heinrich Bendemann (1775–1866), Theodor Hildebrandt, Fanny Eleonore Bendemann (1778–1856), Emma Hübner (1830–1844), Pauline Hübner, Emil Bendemann (1807–1882), Julius Hübner und Wilhelm Schadow

Unter einer grünenden Weide, die von Wein überrankt wird, sitzt am Ufer des Euphrat und vor der orientalischen Stadtkulisse von Babylon eine Gruppe von fünf Personen, die kompositorisch drei pyramidal aufgebauten Einheiten zuzuordnen ist: In der Bildmitte hockt ein Harfner in Ketten mit einer Lyra in seiner schlaffen Hand, auf dessen Schoß sich eine junge Frau in Tränen ihrer Bestürzung hingibt. Er blickt neben sich auf eine mit weißem Schleier bedeckte, in die Leere starrende Frau mit halbnacktem Kleinkind. Zu seiner Linken ruht in Gedanken versonnen eine junge Frau, die in ihrer Rechten eine Zither hält. Der vergoldete Bildrahmen verweist in der Beschriftung seiner Zwickel durch Wiedergabe des ersten Satzes von Psalm 137 auf den biblischen und geschichtlichen Kontext des Bildinhalts: „An den Wassern zu Babylon saßen wir, und weineten, wenn wir an Zion gedachten.“ Diese in Fraktur gefassten alttestamentlichen Bibelzeilen beziehen sich auf die Trauer der nach der Eroberung von Jerusalem (587/586 v. Chr.) von Nebukadnezar II. aus dem Reich Juda in die babylonische Gefangenschaft verschleppten Juden.
Der Harfner personifiziert den Propheten Jeremia, den Urheber der Klagelieder über die Zerstörung Jerusalems und seines Tempels, und zeigt die Gesichtszüge von Wilhelm Schadow, Bendemanns Lehrer, mit dem der angehende Maler 1826 von Berlin an die Kunstakademie Düsseldorf gewechselt war. Die links dargestellte Frau mit Kind, die Ehefrau des Propheten, verweist auf das ikonologische Muttergottes-Motiv, das christliche Marienbildnis mit Jesuskind. Zu dieser Figur soll die Italienerin Francesca Primavera Modell gesessen haben. Die rechts dargestellte Figur, eine Tochter des Propheten, gilt als Porträt des italienischen Modells Vittoria Caldoni. Mit dem von Wein, einem Symbol der Eucharistie, überrankten Weidenbaum soll Bendemann die Absicht verfolgt haben, den Sieg des Christentums über das Judentum darzustellen.

## Entstehung und Provenienz
Das Bildthema der Juden in babylonischer Gefangenschaft reicht kunstgeschichtlich weit zurück und findet sich als literarischer Stoff bereits im Dittochaeon des spätantiken Dichters Prudentius. In die bildende Kunst fand es Eingang über die abendländische und byzantinische Buchmalerei. Auf Zwickeln seiner Malereien in der Sixtinischen Kapelle griff Michelangelo das Thema im Rahmen der Darstellung der Vorfahren Jesu auf. Im 18. Jahrhundert tauchte das Motiv in der polnischen Synagogenmalerei auf. Auch zu Beginn des 19. Jahrhunderts wurde der Stoff wiederholt aufgegriffen, etwa von William Blake (1806), von Giuseppe Bossi (zwischen 1810 und 1815), von Ferdinand Olivier (zwischen 1825 und 1830) und von Adam Eberle (1832). Der Maler Joseph Führich nahm für sich in Anspruch, bereits um 1828 an dem Bildthema gearbeitet zu haben.
Bendemann, evangelisch getaufter Sohn jüdischer, zum Christentum konvertierter Eltern, dürfte das biblische Thema vor dem Hintergrund seiner christlichen Erziehung und seiner jüdischen Herkunft besonders interessiert haben. Entsprechend ergänzte er das alttestamentarische Bildprogramm mit Motiven christlicher Ikonografie. Das Kolorit und Merkmale der Darstellung des Bildpersonals entlehnte er der Sixtinischen Kapelle sowie anderen Werken der italienischen Hochrenaissance und kombinierte sie mit einer Porträtphysiognomie des 19. Jahrhunderts.

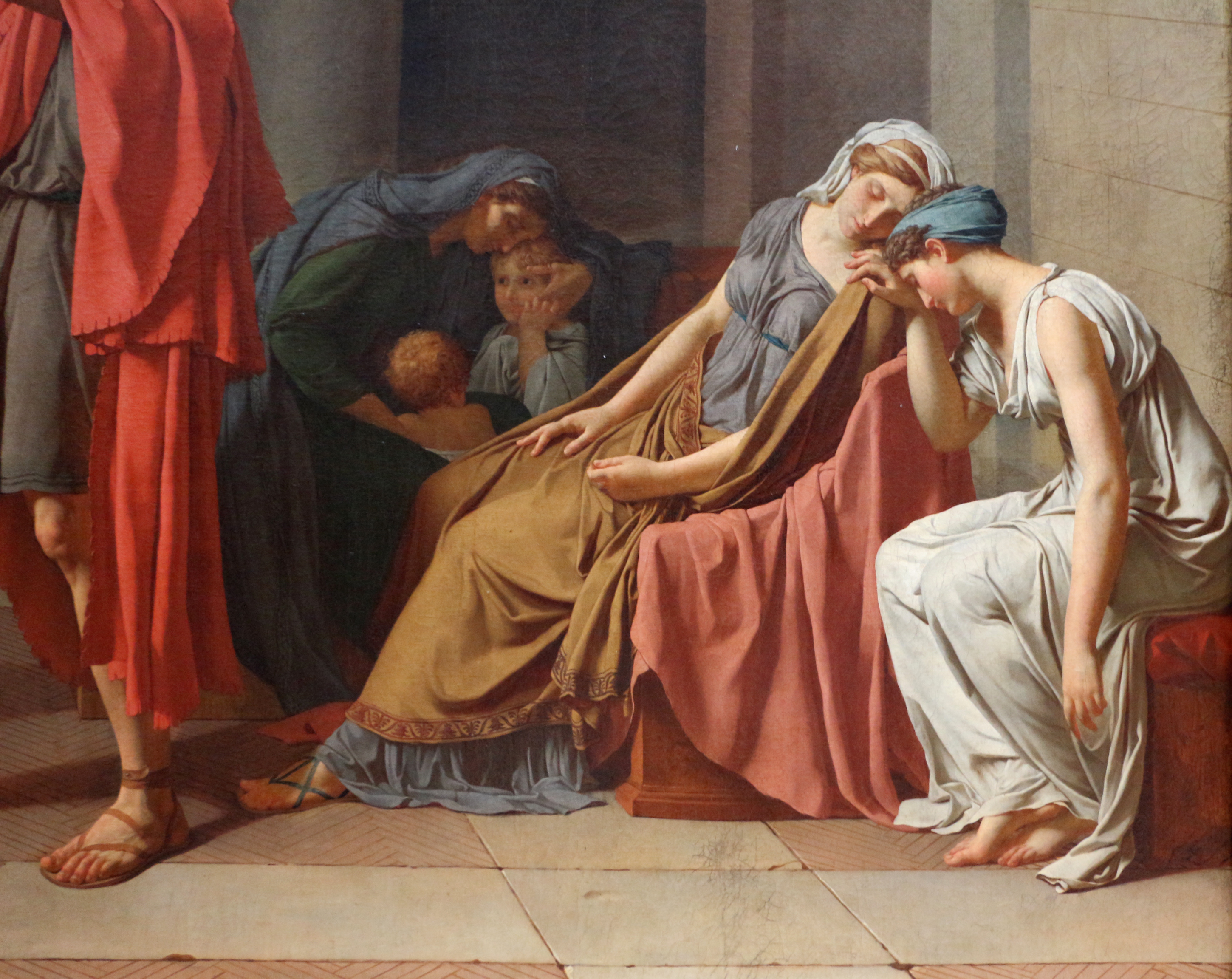
Figurengruppe der Frauen in Jacques-Louis Davids Der Schwur der Horatier, 1784

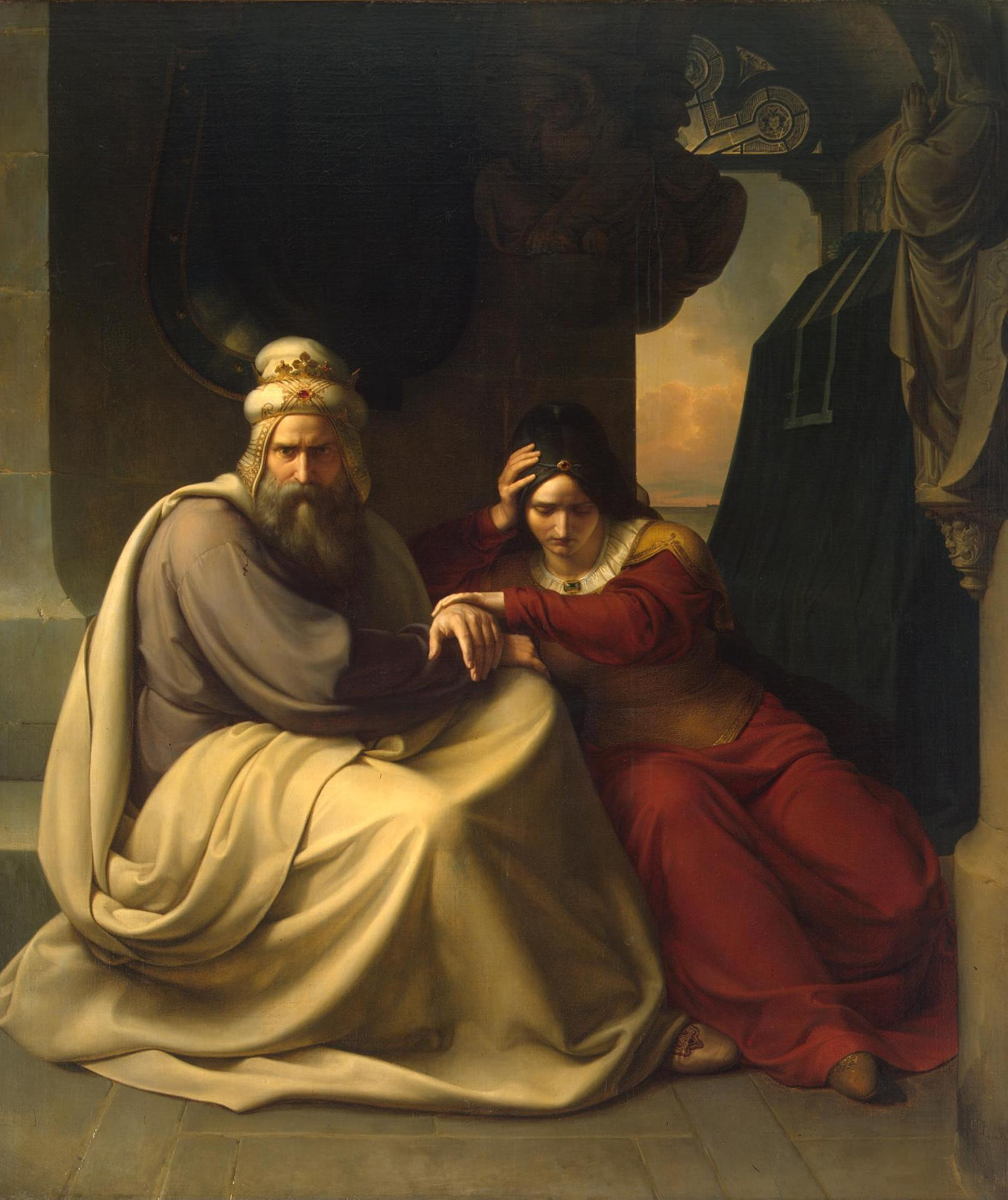
Carl Friedrich Lessing: Das trauernde Königspaar, 1830, Eremitage Sankt Petersburg

Als Vorbild für die kompositionelle Zusammenfügung der unter einem Baum vor einer Landschaft sitzenden Figuren mag Bendemann das 1819 entstandene, über Lithografien und Stiche verbreitete Bild Glaube, Hoffnung und Liebe von Heinrich Maria Hess gedient haben. Für den Ausdruck der Trauer in Bendemanns Figuren gelten die trauernden Frauen im 1784 entstandenen Gemälde Der Schwur der Horatier von Jacques-Louis David sowie das 1830 von Carl Friedrich Lessing ausgeführte Gemälde Das trauernde Königspaar als wegweisend. Letzteres repräsentiert eine romantische Inszenierung der Trauer, eine Bildschöpfung nach dem Gedicht Das Schloß am Meere von Ludwig Uhland (1805).
Bendemanns Bildidee und -komposition entstanden in Rom, wo er zusammen mit seinem Lehrer Schadow, seiner Schwester Pauline und deren Gatten Julius Hübner sowie den Malern Karl Ferdinand Sohn und Theodor Hildebrandt von November 1829 bis Ende April 1831 weilte und unter Deutschrömern die Spätzeit des Nazarenertums erlebte. Im Juli 1832 debütierte der 21-jährige Bendemann mit dem Gemälde, das sich damals noch in unvollendetem Zustand befand, auf einer Ausstellung des Kunstvereins für die Rheinlande und Westfalen in Düsseldorf. Von dem Bild gab der Kunstverein, der es in diesem Zuge erwarb, sofort einen Nachstich in Auftrag, den der Kupferstecher Ferdinand Ruscheweyh noch im gleichen Jahr ausführte. Nach der Fertigstellung ging das Bild in Deutschland auf Ausstellungstournee. Von Herbst 1832 bis Sommer 1833 war es unter anderem auf der Akademieausstellung in Berlin sowie in Königsberg, Hannover, Braunschweig und Magdeburg zu sehen.

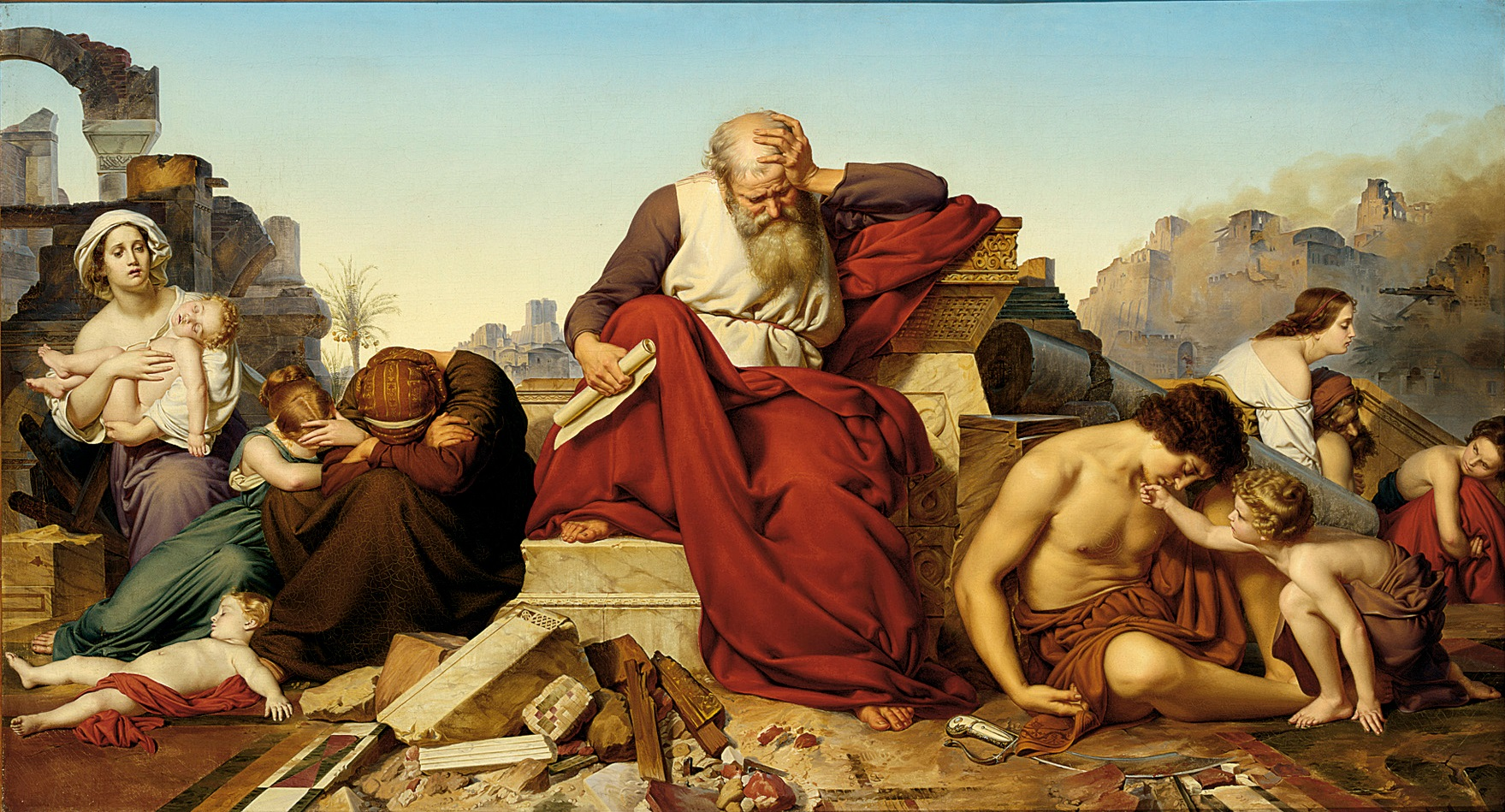
Jeremias auf den Trümmern Jerusalems, 1837

Der Kölner Erzbischof Ferdinand August von Spiegel soll sich alsbald dafür eingesetzt haben, das Bild in der Kirche St. Maria im Kapitol unterzubringen. Für einen symbolischen Preis veräußerte der Kunstverein für die Rheinlande und Westfalen das Gemälde 1834 jedoch an die Stadt Köln für deren Museum, das heutige Wallraf-Richartz-Museum & Fondation Corboud, in dessen Besitz es verblieb. Auch der preußische Kronprinz Friedrich Wilhelm hatte Interesse am Erwerb des Bildes gezeigt. Den drohenden Konflikt entschärfte Bendemann, indem er dem Kronprinzen vorschlug, eine Zweitfassung zu malen. Außerdem schlug er vor, das thematisch wie kompositionell affine Bild Jeremias auf den Trümmern Jerusalems zu schaffen, für das er schließlich den Auftrag erhielt.
Um 1832 schuf Bendemann noch zwei weitere, jedoch kleinere Fassungen des Bildes, jeweils ebenfalls mit einer Beschriftung der Zwickel durch den ersten Satz von Psalm 137. Das größere der beiden (95 × 132,5 cm) befindet sich in einer Privatsammlung in Los Angeles, das kleinere der beiden (62,5 × 93,7 cm) befindet sich als Dauerleihgabe aus einer Privatsammlung im Museum Kunstpalast in Düsseldorf. 1834 malte Bendemanns Kommilitone Friedrich Wilhelm Heithecker ebenfalls eine Kopie des Bildes, welche Bendemanns Vater erwarb. Eine der Kopien traf der Kulturjournalist Josef Schrattenholz bei einem Besuch Bendemanns in dessen Wohnhaus Jägerhofstraße 7 in Düsseldorf in den 1880er Jahren an, wo der greise Maler mit Ehefrau Lida und Sohn Rudolf bis zu seinem Tod lebte. Das Kupferstichkabinett Berlin bewahrt eine blau lavierte Bleistiftzeichnung Bendemanns, die 1832 zur Vorbereitung des Nachstichs Ruscheweyhs entstand. Sie enthält eigenhändige Bezeichnungen und Kommentare Julius Hübners.

## Rezeption und Nachwirkungen

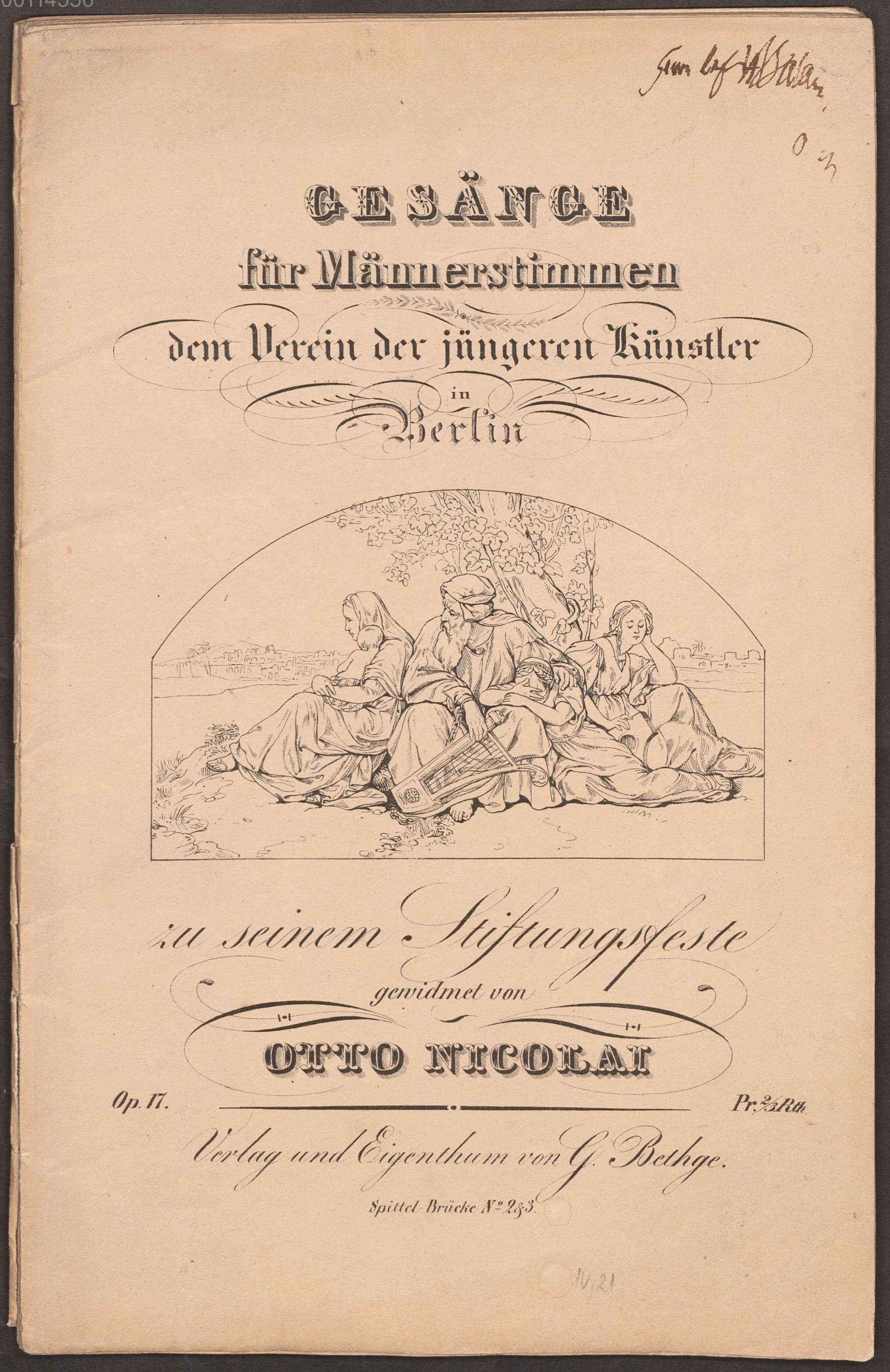
Titelseite der Gesänge für Männerstimmen op. 17 von Otto Nicolai

Auf seiner Ausstellungstournee erzielte das Gemälde einen überwältigenden Erfolg. Mit seiner passiv trauernden Figurengruppe traf es den Grundton der biedermeierlichen Zeitstimmung. Es begründete den Ruf Bendemanns als führenden Historienmaler und wirkte stilbildend auf zahlreiche Künstler, etwa Hermann Stilke (Pilger in der Wüste, 1834), Adolf Teichs (Gefangene Griechen von Mamelucken bewacht, 1836), Julius Hübner (Hiob und seine Söhne, 1836–1838), Alexander Heubel (Moses, Aaron und Hur, 1837), Johann Georg Meyer (Der Untergang Sodoms, 1838), Philip Hermogenes Calderon (By the Waters of Babylon, 1852) und Joaquín Ramírez (La Cautividad de los Hebreos en Babilonia, 1858). Eine ironische Abwandlung und Reflexion des Gemäldes schuf Adolph Schroedter in dem Bild Die trauernden Lohgerber (1832).
Am 30. Oktober 1832 feierte in Berlin der Verein der jüngern Künstler sein Stiftungsfest, bei dem lebende Bilder dargestellt wurden – neben anderen auch nach Bendemanns Gemälde Die trauernden Juden im Exil. Hierzu steuerte der Komponist Otto Nicolai eine Vertonung des 137. Psalms in den Worten Wolfgang Dachsteins (An Wasserflüssen Babylon) bei. Im Mai 1833 wiederholte Karl Immermann, später Leiter des Stadttheaters Düsseldorf, auf der Dürerfeier des Künstlervereins Malkasten diese Aufführung. 
Die Ende 1832 erschienene Druckausgabe von Nicolais Komposition zeigt auf dem Titel eine radierte Skizze von Bendemanns Gemälde.

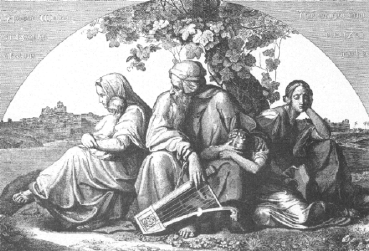
Die trauernden Juden im Exil, 1832, Stich von Ferdinand Ruscheweyh nach Bendemann

Nachdem Bendemanns Bild über eine Vielzahl weiterer druckgrafischer Reproduktionen verbreitet worden war, bemerkte der Schriftsteller und Journalist Karl Gutzkow im Jahr 1837, „daß man (…) die babylonischen Juden schon auf Strickmustern, Tabacksdosen und Bilderbogen zum Ausmalen für Nürnberger Tuschkastenkünstler erblicken kann.“
In seinem 1839 veröffentlichten Buch über Die Düsseldorfer Malerschule urteilte der Schriftsteller und Journalist Hermann Püttmann, dass Bendemanns „Judenbilder“ – er meinte damit Die trauernden Juden im Exil und Jeremias auf den Trümmern Jerusalems – „ein tiefernstes Wort hinein in die Tagesdebatten über Emancipation des unglücklichen Volkes“ sprechen, „und wenn es wahr ist, daß die Kunst Einfluss auf Culturfortschritte haben kann, wie es denn zu hoffen und auch zu glauben ist“, fuhr Püttmann fort, „so könnten diese Bilder statt des besten Plaidoyer dienen“.
In der Zeitstimmung des Vormärz um 1840 traf die sentimentale Darstellungsweise eines schicksalergebenen Leidens und Fühlens, wie sie sich vor allem durch Schadow, Lessing und Bendemann in der Düsseldorfer Malerei etabliert hatte, zunehmend auf Vorbehalte. Der Linkshegelianer Arnold Ruge schrieb:

„Das Lessing’sche Königspaar ist gewiß das schlechteste von allen seinen Bildern, es steckt noch ganz in der
Schadow’schen Thatlosigkeit, in dem brütenden Sentiment, und hat den Vorwurf verdient, daß es der Vater all
der unseligen Trauerfiguren, Verhüllungs- und Hockescenen ist, die später von secundären düsseldorfer Geistern
ausgegangen sind, und neben Bendemann’s trauernden Juden und dem Jeremias, ihrer zweiten nicht verbesserten
Auflage, […] einen stehenden, einen ausartenden Canal der Schule bilden.“

In einem antijüdisch gefärbten Vorwurf hielt Ruge Püttmann vor:

„[…] aber er hat sich von Bendemann’s imponirender Plastik, von seinem pathologischen
Effect, von der Macht seiner Malerei noch nicht emancipirt. […] und läßt sich, wie so mancher
Narr dieser Frist, das Unglück auch der heutigen Juden, dieser Maden in dem Käse der Christenheit […] weiß machen.“

Und Immermann notierte:

„Jetzt beginnt das Blatt sich zu wenden. Eine Umstimmung der Meinung naht ganz sichtbar an. Zwar bestellen und kaufen die Liebhaber noch reichlich, aber das Urteil der Stimmführer spricht schon seit einigen Jahren häufig vom Düsseldorfer Schmerz, von der Weichlichkeit, vom stereotyp gewordenen Brüten.“

1902, gut sechzig Jahre später, urteilte Friedrich Schaarschmidt mit rassentheoretischem und antisemitischem Unterton:

„Bendemann ist so recht eigentlich der Vater jener weichlichen Sentimentalität, der sich kaum einer der damaligen Maler entzogen hat, die aber Bendemanns weicher Natur entsprach und somit bei ihm die markantesten Werke dieser Richtung entstehen liess. Die Mischung von Melancholie und Süßlichkeit, die, wie bei Schadow, in dem jüdischen Ursprung Beider ihre physiologische Erklärung finden mag, die bei Schadow durch den vom Vater ererbten berliner Geist einigermaßen in den Hintergrund gedrängt wurde, kam bei Bendemann zur vollsten Geltung. Seine Malerei hat in dieser Beziehung viel Aehnlichkeit mit dem Schaffen ihm stammverwandter Künstler, mit der Dichtung Heines und der Musik Meyerbeers. Die Unfähigkeit, wirkliche Tragik darzustellen, dafür ein großes Geschick, an deren Stelle allerlei Surrogate zu verwenden, ist ihnen Allen gemeinsam. Statt activer Leidenschaften finden wir das Schwelgen in passiven Leiden, statt der künstlerischen Beherrschung und Verwendung eines starken Gefühls das Spiel mit schwächlichen Gefühlen und als das nie versagende Mittel, auf das Interesse des Hörers oder Beschauers zu wirken, eine eminente technische Gewandtheit, die dem oberflächlich Genießenden den Mangel an innerer Wahrheit und Kraft verdecken muß. Gerade jener feigen Zeit, der von Polizeiwegen jedes Aufsichselbstbesinnen, jede kraftvolle Aeußerung in socialen und politischen Dingen untersagt war, mußte die sinnliche aber haltlose Lyrik Heines, die lärmende aber hohle Musik Meyerbeers und die glänzende aber sentimentale Malerei Bendemanns als das höchste Erreichbare von Kraft und Können erscheinen. So stellte Heine den großen Olympier fast in den Schatten, Meyerbeer verdrängte beinahe Beethoven, und der liebenswürdige, feine, aber in Allem schwächliche, süßliche und äußerliche Bendemann galt sogar allen Ernstes als Michel Angelo der Düsseldorfer Kunst. Eine der ersten Arbeiten Bendemanns in Düsseldorf waren ‚Die trauernden Juden‘ (…). In diesem Bilde war für die ganze thränenreiche Stimmung der Totem geschaffen, zu dem noch jahrelang die ganze Düsseldorfer Kunst betete (…).“

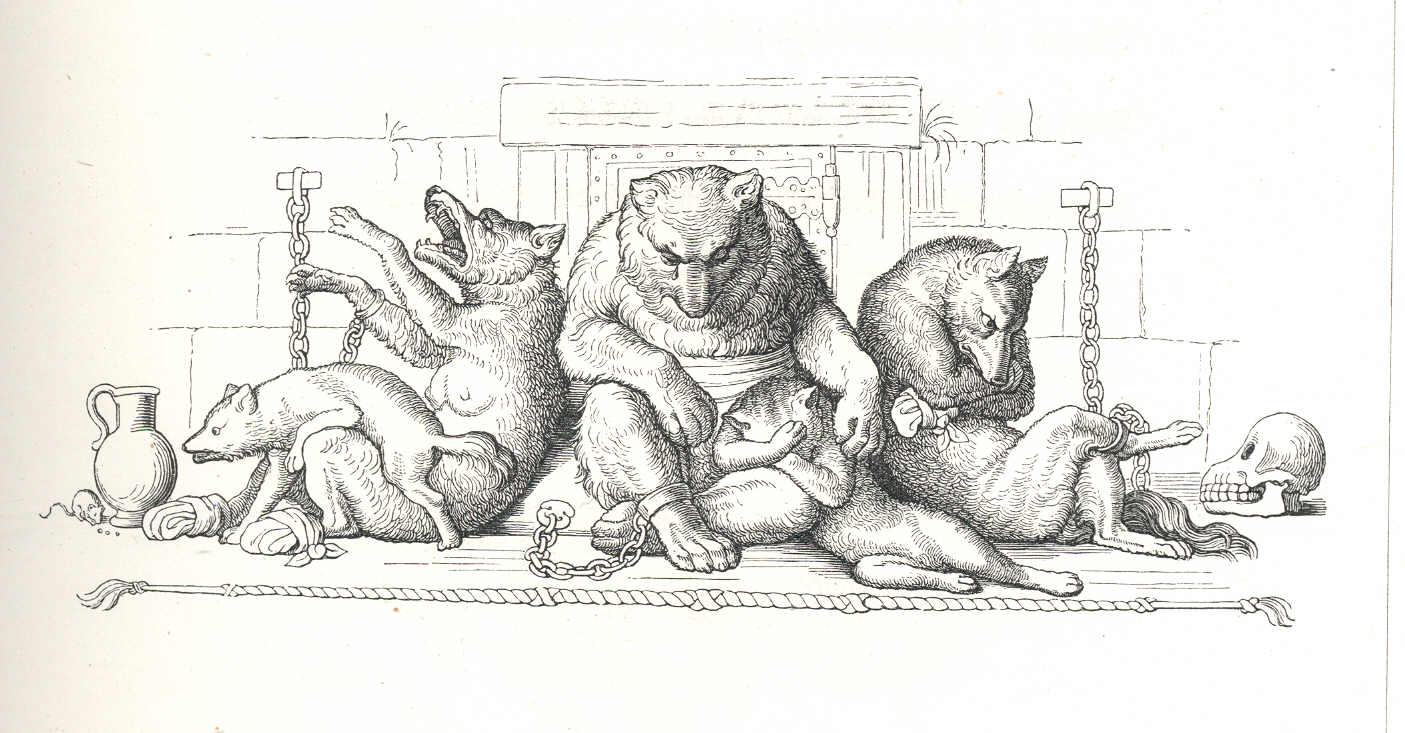
Vignette von Wilhelm Kaulbach zu Goethes Reineke Fuchs, 1846 – Parodie auf Bendemanns „trauernde Juden“

Der Maler Wilhelm Kaulbach erstellte 1846 mit seinem Gemälde Die Zerstörung Jerusalems durch Titus einen Gegenentwurf zu Bendemanns Bildern. Im gleichen Jahr lieferte er durch eine Vignette zu Goethes Reineke Fuchs, welche die im sechsten Gesang der Fabel behandelten gefangenen und trauernden Tiere darstellt, eine beißende Parodie auf die „trauernden Juden“.
Die Schriftstellerin Fanny Lewald griff die Praxis der Aufführung Bendemanns „trauernder Juden“ in ihrem 1843 veröffentlichten Frauenroman Jenny auf, in einem Werk, das jüdische Problematiken des 19. Jahrhunderts, auch den salonfähigen Antisemitismus ihrer Zeit, explizit behandelt. Im Handlungsstrang dieses Romans werden in einer Silvesterabendgesellschaft im Hause einer Bankiersfamilie Meier, die über die Gespräche und Kommentare der Gäste als jüdisch ausgewiesen wird, unter anderen Werken Bendemanns „trauernde Juden“ in einem lebenden Bild aufgeführt. Tropengewächse eines Treibhauses bilden dabei den Hintergrund. Die Anwesenden besprechen die Wirkung der Aufführung und sind sich einig, dass das Tableau vivant lebendiger gewesen sei als das Bild Bendemanns. Erlau, ein Maler, kritisiert an Bendemann, dass er seine Figuren als „trauernde Düsseldorfer in fremdartiger Kleidung“ gemalt habe, was zu einer Diskussion der Realismusfrage führt: „Würde nicht alle Welt lachen, es abgeschmackt finden, wenn man Zigeuner mit der Physiognomie eines phlegmatischen Holländers malte? – oder Parias mit goldblonden Locken und einer Lilienhaut?“ Im Weiteren entwickelt sich eine antisemitische Erörterung der Anwesenden über angebliche Eigenschaften von Juden. Ein Rezensent der in Leipzig herausgegebenen Allgemeinen Zeitung des Judenthums fand, dass Lewalds Roman, der jedenfalls dem „aufmerksamen jüdischen Leser (…) viel zu denken“ gebe, gerade an dieser Stelle „ein höheres Interesse“ biete.
Im April 1868 ließ Sophie Todesco von Dilettanten aus der Oberschicht Wiens Bendemanns „trauernde Juden“ als erstes lebendes Bild einer Reihe von Tableaux vivants in einem sorgfältig vorbereiteten Rahmen ihres Wiener Salons im Palais Todesco aufführen. Die Veranstaltung war als Wohltätigkeitsveranstaltung zugunsten des israelitischen Waisenfonds konzipiert. Unklar bleibt, ob dieses Ereignis auch dazu gedacht war, eine neue jüdische Identität zu kreieren oder bloß jüdisches Geschichtsbewusstsein auszudrücken.
In seiner 1899/1900 veröffentlichten Schrift Die Traumdeutung bekannte sich der Psychoanalytiker Sigmund Freud dazu, dass er sich mit den „trauernden Juden“ des Gemäldes Bendemanns identifiziere.
Auf einer Kunstausstellung zum Fünften Zionistenkongress, der unter Leitung von Theodor Herzl vom 26. bis 30. Dezember 1901 in Basel stattfand, waren Bilder Bendemanns, darunter auch die „trauernden Juden“, als Lithografien neben anderen Werken „jüdischer Künstler“ ausgestellt. Diese Ausstellung war von Ephraim Moses Lilien, Martin Buber, Chaim Weizmann, Berthold Feiwel und anderen als Darstellung „jüdischer Kunst“ organisiert worden.